# Bông vải
Bông vải (danh pháp hai phần: Gossypium herbaceum) là một loại cây thuộc họ Cẩm quỳ (Malvaceae). Cây cao cỡ 1 m, hoa vàng có 3 lá hoa, sợi dính vào hạt. Vỏ rễ dùng để cho có kinh nguyệt, có thể làm trụy thai, hạt có tính làm sinh sữa.

## Sử dụng
Là loại cây lấy sợi quan trọng nhất ở các nước nhiệt đới. Sợi bông là nguyên liệu chủ yếu trong công nghiệp dệt. Xơ bông rất được ưa chuộng trong công nghiệp may mặc vì có những đặc tính tốt như cách nhiệt, mềm mại, co giãn, thoáng khí... Mặc dù trong những năm gần đây sợi bông bị sợi nhân tạo cạnh tranh kịch liệt, nhưng do những tính chất ưu việt của nó, sợi bông vẫn có một vị trí riêng biệt và không thể thay thế được.

### Việt Nam
Tại Việt Nam, nghề trồng bông đã xuất hiện trên 2.000 năm. Từ thời kỳ Pháp thuộc, Việt Nam đã sản xuất đủ để may mặc trong nước, đầu thế kỷ 20 đã xuất khẩu bông sang Nhật, Hồng Kông. Trong thời kỳ khôi phục kinh tế sau hoà bình, diện tích bông đã tăng gấp 3 lần so với năm 1939 (6.500 ha) là năm sản xuất ổn định trong thời kỳ Pháp thuộc. Sau khi thống nhất đất nước, Việt Nam đã có nhiều cố gắng phát triển nghề trồng bông để đáp ứng nhu cầu sợi bông nhưng diện tích và năng suất vẫn còn thấp, sản lượng chỉ mới đáp ứng 1/10 yêu cầu của công nghiệp dệt. Hiện nay, hàng năm Việt Nam còn phải nhập từ 60.000 đến 65.000 tấn bông xơ.
Xơ bông có nhiều màu nhưng phổ biến nhất là màu trắng.

## Hình ảnh

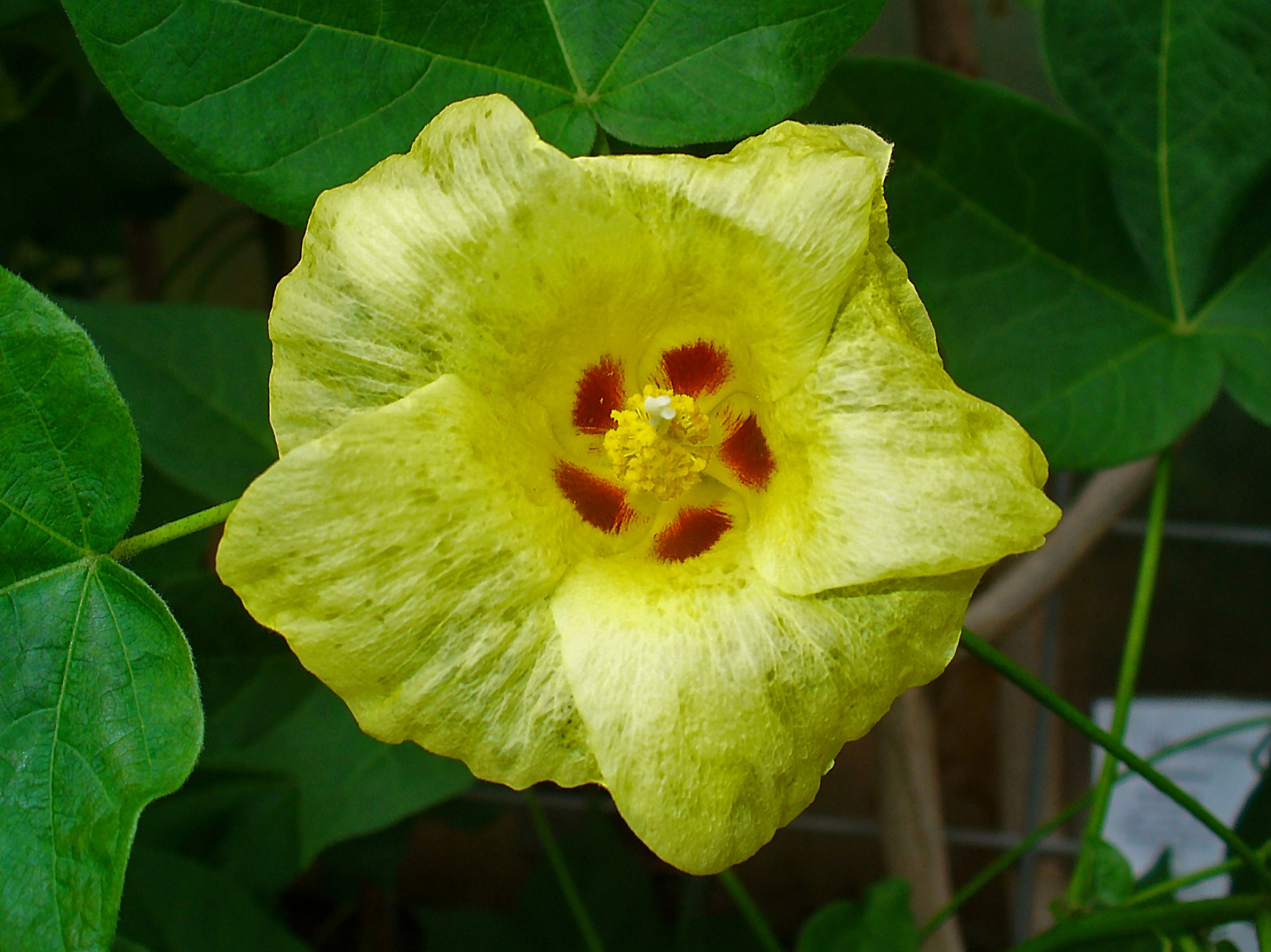
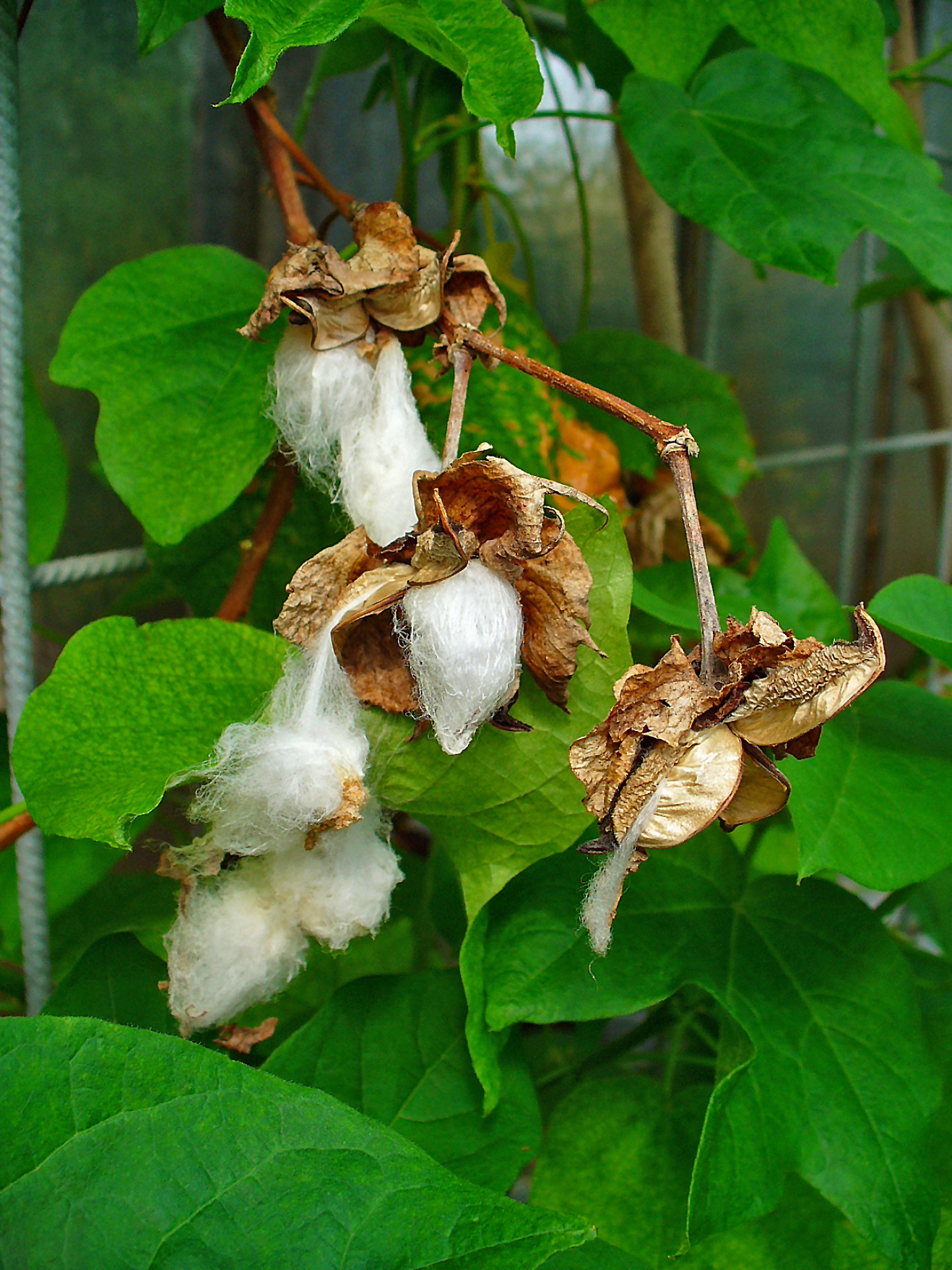
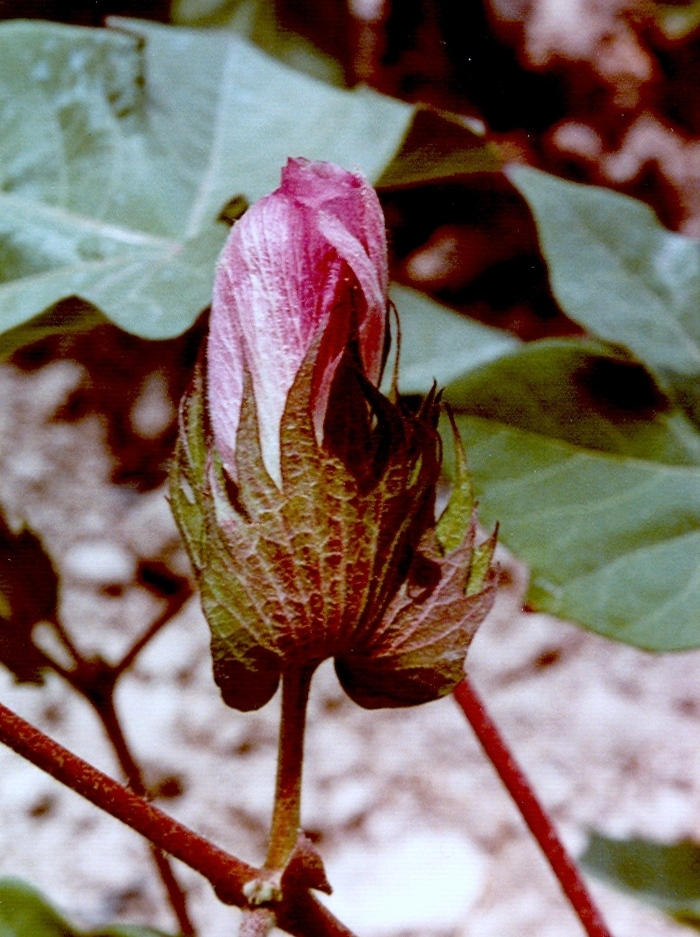
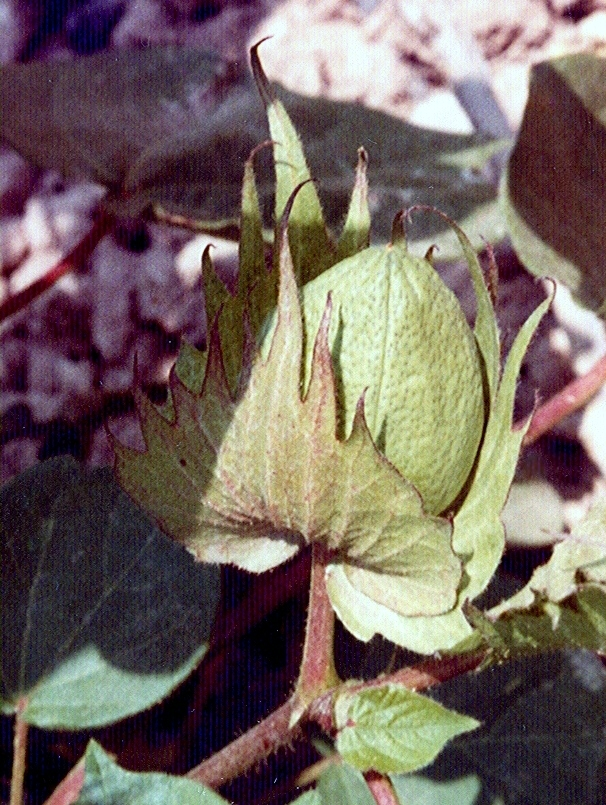